# Schiffelbach

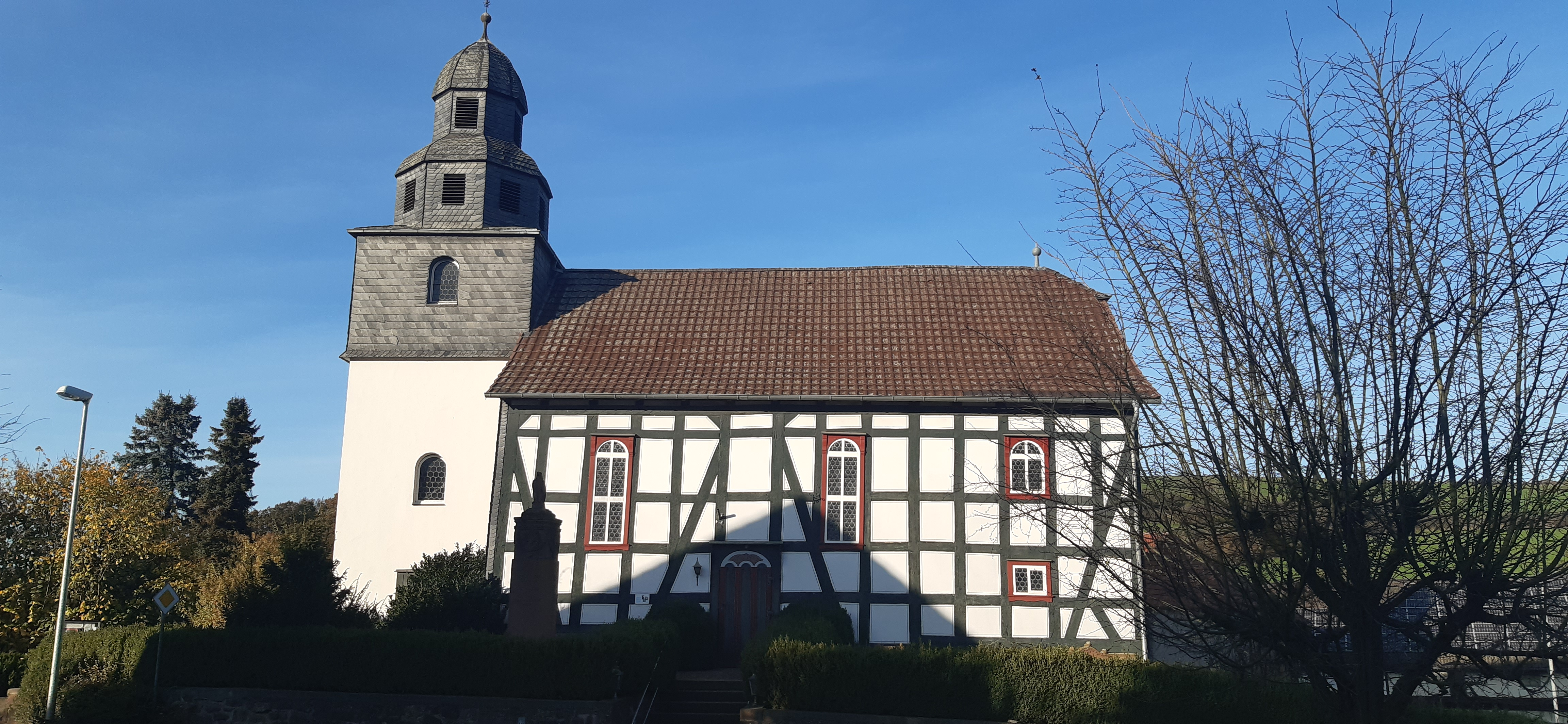
Kirche Schiffelbach

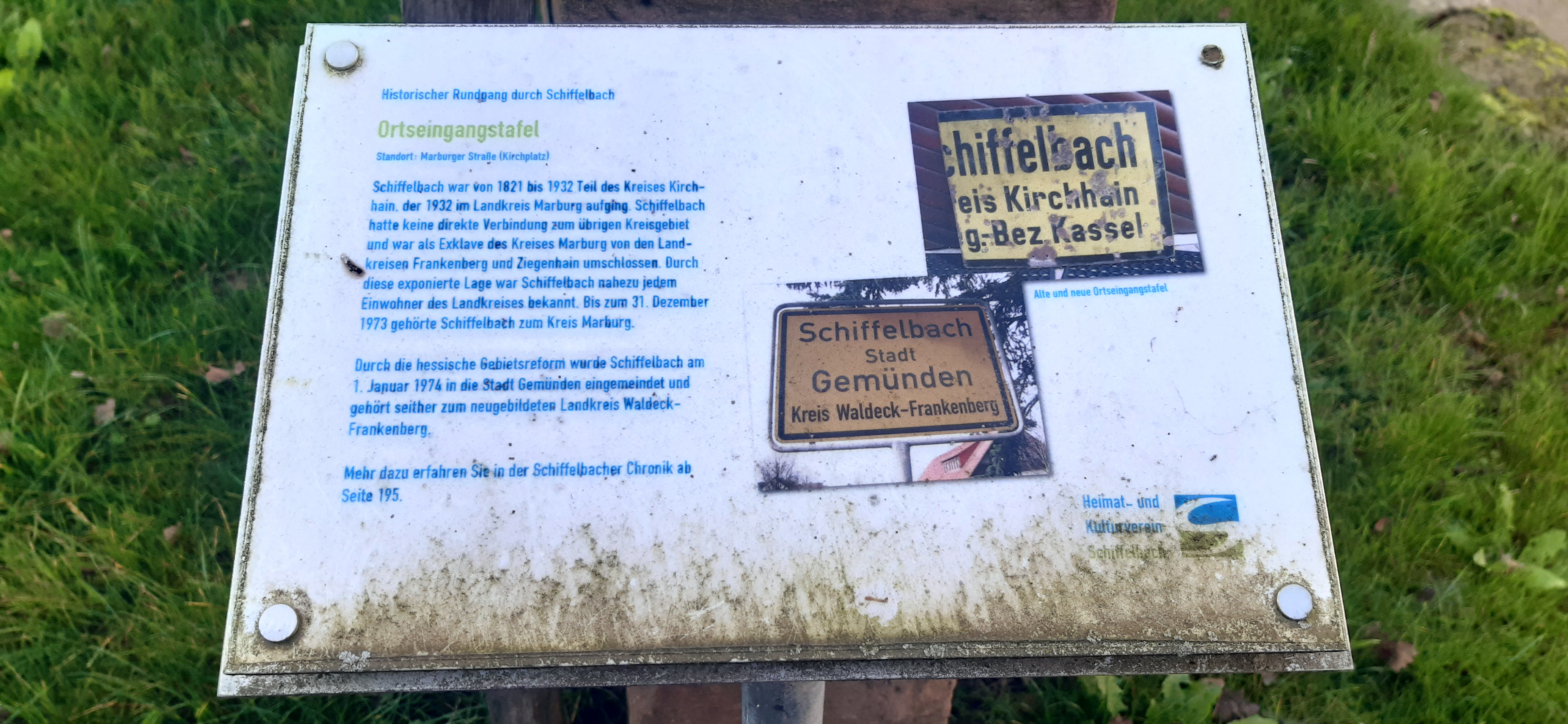
Ortsinfotafel

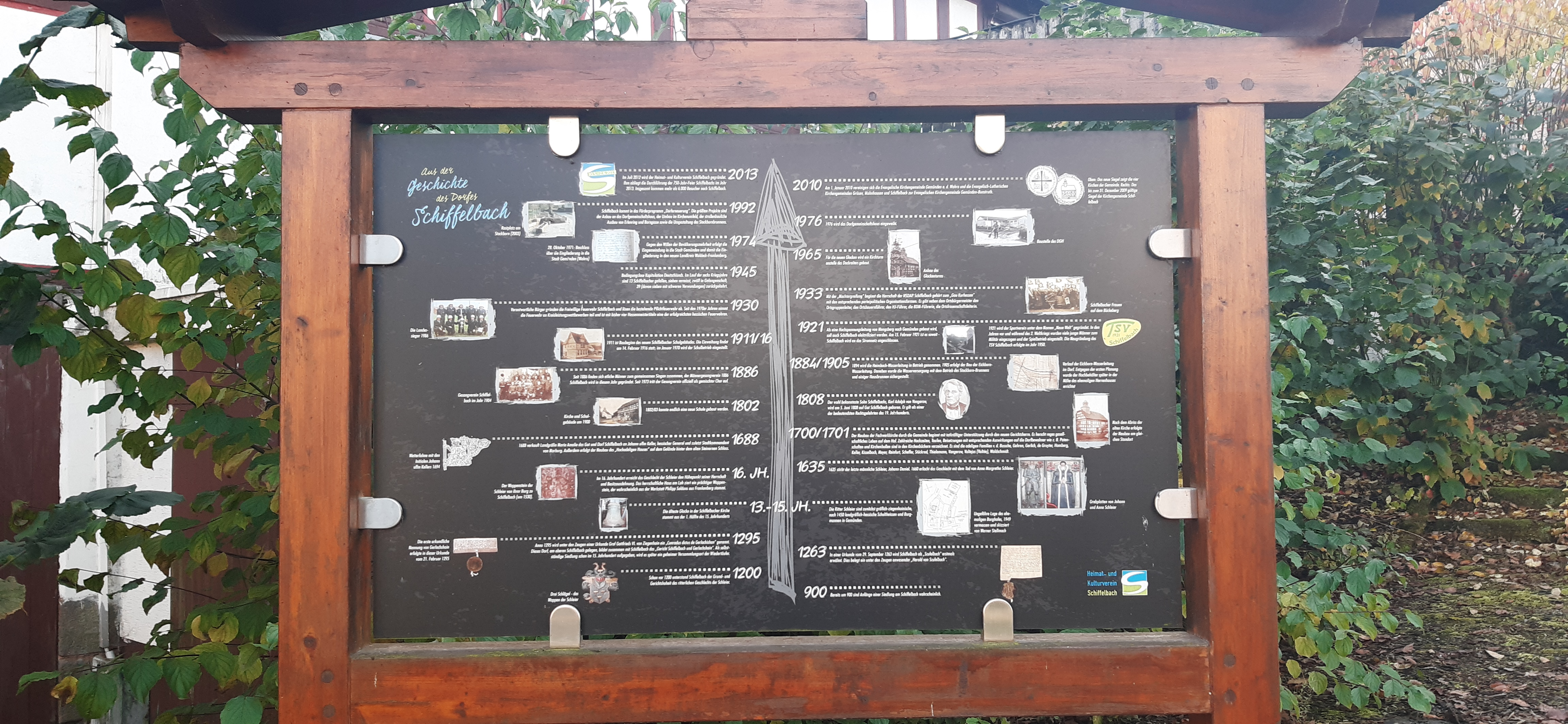
Tafel zur Geschichte Schiffelbachs am Platz vor der Kirche

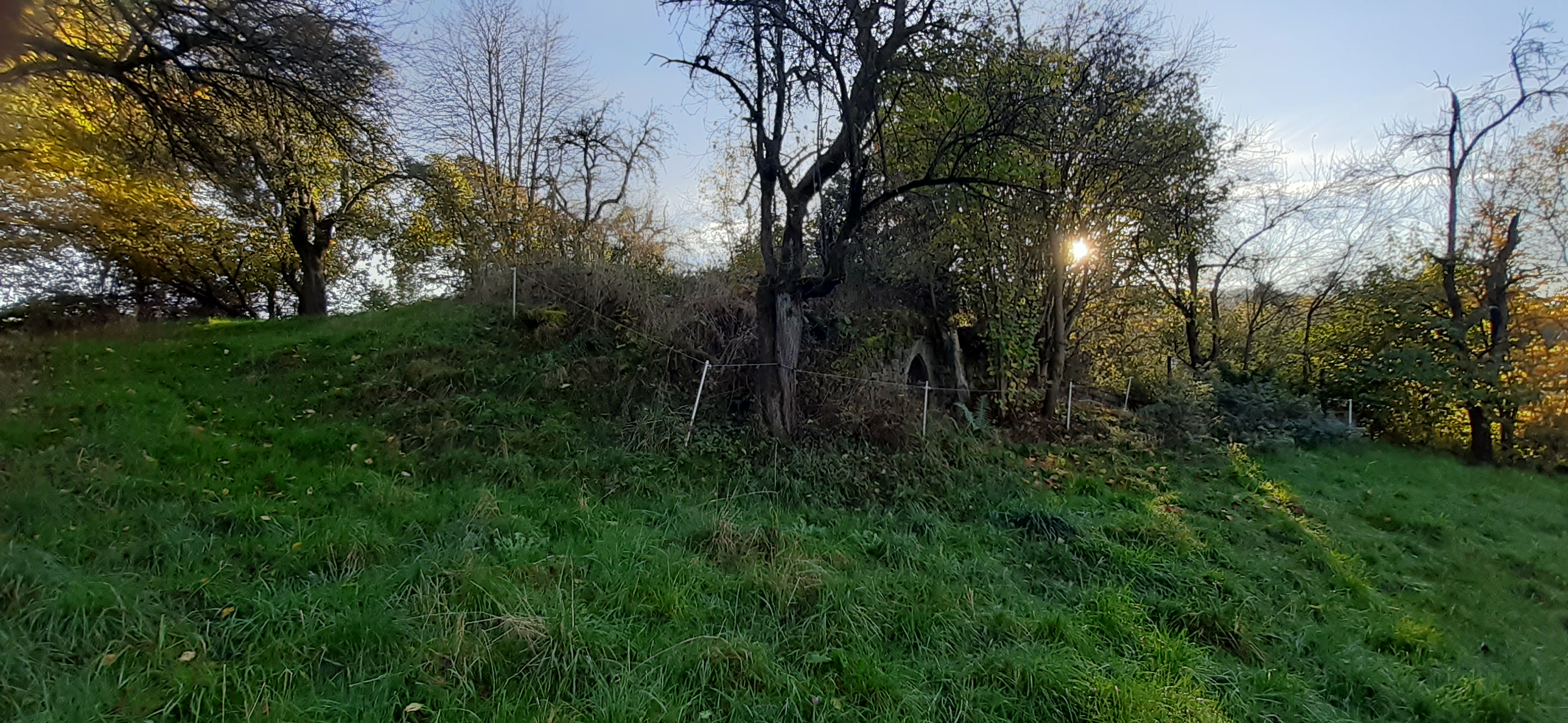
Burgstallrest mit Kellergewölbe

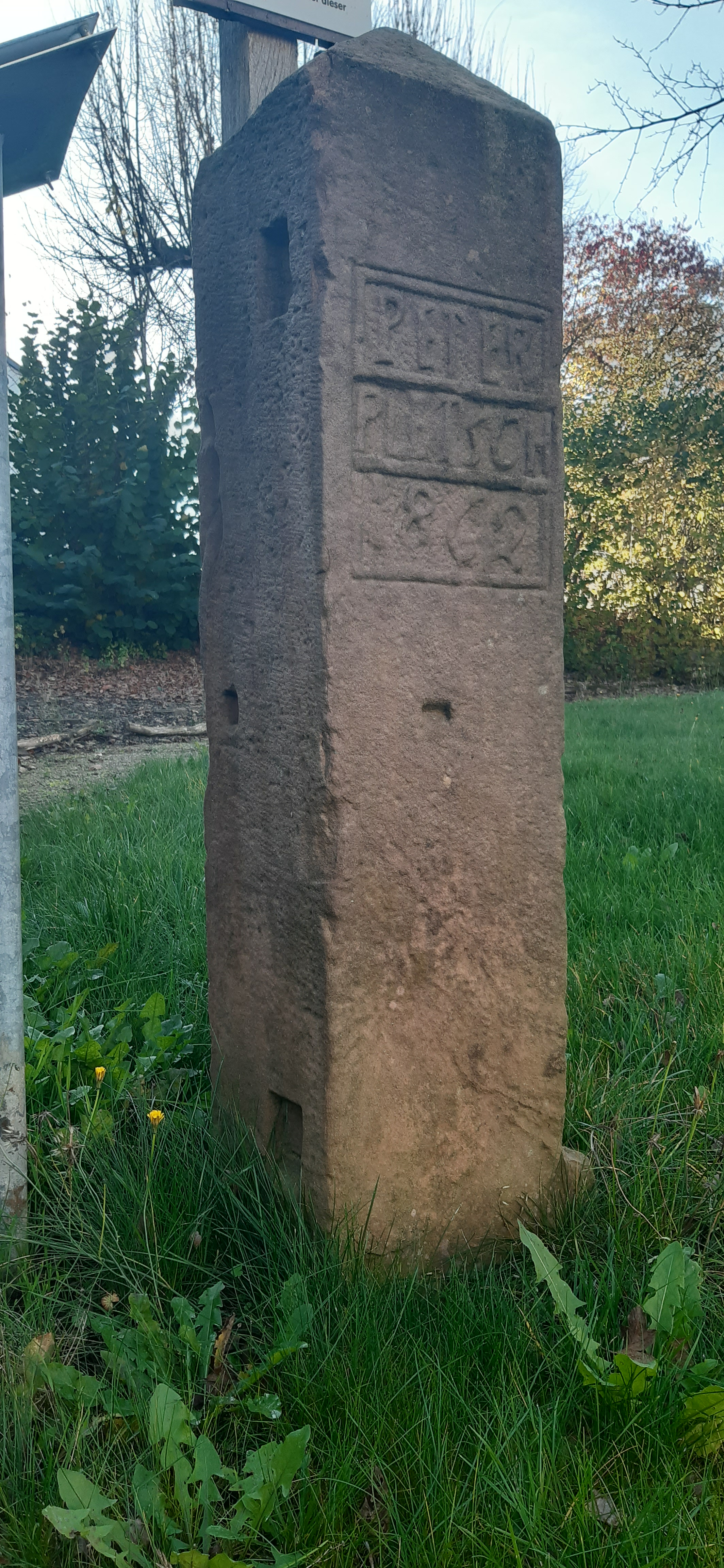
Gedenkstein

Schiffelbach ist ein Stadtteil von Gemünden (Wohra) im nordhessischen Landkreis Waldeck-Frankenberg.

## Geographie
Der Ort liegt, von Wald umgeben, zwischen Kellerwald und Burgwald am Wohra-Zufluss Schiffelbach. Durch den Ort führt die Landesstraße 3342.

## Geschichte

### Ortsgeschichte
Die älteste bekannte schriftliche Erwähnung von Schiffelbach erfolgte unter dem Namen Scufelbach im Jahr 1263 in einer Urkunde des Klosters Haina.
Der Ort war ganz oder mehrheitlich bis zu deren Aussterben im Jahre 1635 im Besitz der Familie Schleier. Die Schleier waren Lehnsmannen und Ministeriale von Kurmainz und der Grafen von Ziegenhain und nach dem Aussterben der Ziegenhainer im Jahre 1450 der Landgrafen von Hessen. Der 1580 erwähnte Schleier'sche Burghof am südöstlichen Ortsrand (Flurname: hinterm Hof) wurde wohl um 1500 an der Stelle einer älteren Burganlage erbaut; ab 1747 wurde er als Tilemann'scher Hof, aber auch als Schloss bezeichnet. Das Anwesen war noch bis etwa 1830 bewohnt.
1449/89 war eine Hälfte (das Oberdorf) kurmainzisches Lehen der Schleier, die andere Hälfte (das Unterdorf) war im Besitz der Herren von Löwenstein. Letztere verkauften 1555 ein Viertel ihres halben Dorfes an die Schleier. 1577 teilten sich die Schleier und die von Löwenstein je zur Hälfte das Gericht, wobei die Schleier jedoch die löwensteinische Hälfte in Pfandbesitz hatten; Landgraf Wilhelm IV. von Hessen-Kassel beanspruchte allerdings die Landeshoheit und die Blutgerichtsbarkeit. 1579 verstarb Johann Schleier zu Schiffelbach, und mit der im Jahre 1580 erfolgten Erbteilung unter seinen vier Söhnen mit ihren Herrensitzen in Schiffelbach, Ottrau, Schrecksbach und Gemünden (Wohra) begann der Niedergang der Familie Schleier. Zwar kauften sie noch 1580 die löwensteinische Hälfte des Gerichts zur Gänze, aber im Jahre 1619 verkauften die Schleier ihren von den Löwensteinern gekauften Teil des Dorfs an Philipp von Scholley d. Ä., Obervorsteher der Adeligen Stifte in Hessen, mit dem Recht des Rückkaufs, und 1622 erwarb Scholley durch Verpfändung auch die Nutzungsrechte der mainzischen Hälfte des Dorfs. Nach dem Aussterben der Schleier zu Schiffelbach mit Johann Daniel Schleier im Jahre 1635 zog das Erzstift Mainz das Mannlehen auf die Hälfte von Dorf und Gericht ein und verlieh es dem mainzischen Keller David Leutenrodt in Neustadt. Die ehemalige Hälfte derer von Löwenstein war zu diesem Zeitpunkt freier Besitz eines Heinrich Gramehl, Ehemann der Anna Margaretha Schleier und somit Erbe der verschuldeten Schleierschen Güter, der sie von Scholley erworben hatte. Von 1635 bis 1650 wurde das Gericht im Oberdorf gemeinsam von David Leutenrodt und Heinrich Gramehl ausgeübt, aber bereits 1650 erneuerte der in diesem Jahre die Regierungsgeschäfte übernehmende Landgraf Wilhelm VI. von Hessen-Kassel den landesherrlichen Anspruch auf die Hohe Gerichtsbarkeit; die Niedere Gerichtsbarkeit wurde weiterhin von Heinrich Gramehl ausgeübt.
1688 verkaufte Landgraf Karl das Gut und Dorf Schiffelbach an den Oberst und späteren Generalleutnant und Stadtkommandanten von Marburg, Johann ufm Keller, der 1700/1704 den Neubau der Fachwerkkirche tatkräftig unterstützte. Nach dessen Tod im Jahre 1706 kam es zu Streitigkeiten innerhalb der Erbenfamilie Tilemann gen. Schenk und immer wieder zu Auseinandersetzungen mit den Dorfbewohnern. 1707 begannen reformierte Gottesdienste in Schiffelbach, und 1714 wurden Schiffelbach und Altenhaina Filialgemeinden der in Gemünden errichteten reformierten Mutterkirche. 1802/03 wurde eine neue Schule gebaut. In den Jahren 1810 bzw. 1838 endete die Herrschaft der Keller’schen Erben, zuletzt die Familie Tilemann gen. Schenk, im Dorf mit dem Verkauf des inzwischen unter ihnen aufgeteilten Guts: Der erste Teil wurde 1810 an 16 örtliche Bauern verkauft, der andere Teil 1838 an 30 Bauern; der Waldbesitz kam an eine Interessengemeinschaft.
1913 wurde eine Dreschmaschinengenossenschaft gegründet. 1921 wurde der Ort an das Elektrizitätsnetz angeschlossen. Eine neue Schule wurde 1926 eingeweiht; sie wurde Ende 1969 geschlossen, und ab Januar 1970 besuchten alle Kinder des Orts die Schule in Gemünden.

### Mühlen
Zwei Mühlen am Schiffelbach sind bezeugt. Im Jahre 1268 übereigneten die von Marburg dem Kloster Haina ihr Recht an der Mühle zu Schiffelbach. 1580 war sie Eigentum der Herren von Löwenstein, ging aber wohl in diesem Jahr durch Verkauf mit der gesamten bisher löwensteinischen Hälfte des dorfs an die Schleier. 1788 werden zwei Müller und 1858 werden zwei Mühlen erwähnt: die sogenannte Dorfmühle und die etwa 1 km nordwestlich des Dorfs befindliche Untermühle, beide oberschlächtig und mit jeweils einem Mahl- und einem Schlaggang.

### Verwaltungszugehörigkeit
Schiffelbach war Teil des 1821 im Kurfürstentum Hessen geschaffenen, ab 1867 preußischen Kreises Kirchhain, der 1932 im Landkreis Marburg aufging. Die Gemeinde hatte keine direkte Verbindung zum übrigen Kreisgebiet und war umschlossen von Gebiet der Landkreise Frankenberg und Ziegenhain.
Zum 1. Januar 1974 kam die bis dahin selbständige Gemeinde im Zuge der Gebietsreform in Hessen kraft Landesgesetz zur Stadt Gemünden an der Wohra und somit zum Landkreis Waldeck-Frankenberg. Für Schiffelbach wurde wie für die übrigen Stadtteile ein Ortsbezirk mit Ortsbeirat und Ortsvorsteher gebildet.

### Bevölkerung
Einwohnerstruktur 2011
Nach den Erhebungen des Zensus 2011 lebten am Stichtag dem 9. Mai 2011 in Schiffelbach 261 Einwohner. Darunter waren keine Ausländer. Nach dem Lebensalter waren 27 Einwohner unter 18 Jahren, 102 waren zwischen 18 und 49, 66 zwischen 50 und 64 und 63 Einwohner waren älter. Die Einwohner lebten in 105 Haushalten. Davon waren 21 Singlehaushalte, 33 Paare ohne Kinder und 36 Paare mit Kindern, sowie 9 Alleinerziehende und keine Wohngemeinschaften. In 21 Haushalten lebten ausschließlich Senioren/-innen und in 57 Haushaltungen leben keine Senioren/-innen.
Einwohnerentwicklung
| Quelle: Historisches Ortslexikon |                                                                                         |
| • 1577:                          | 34 Hausgesesse                                                                          |
| • 1580:                          | 19 Hufenbauern, 11 Häusler                                                              |
| • 1747:                          | 38 Haushaltungen                                                                        |
| • 1838                           | Familien: 40 nutzungsberechtigte, 10 nicht nutzungsberechtigte Ortsbürger, 13 Beisassen |

| Schiffelbach: Einwohnerzahlen von 1788 bis 2020 | Schiffelbach: Einwohnerzahlen von 1788 bis 2020 | Schiffelbach: Einwohnerzahlen von 1788 bis 2020 | Schiffelbach: Einwohnerzahlen von 1788 bis 2020 | Schiffelbach: Einwohnerzahlen von 1788 bis 2020 |
| --- | ----------------------------------------------- | ----------------------------------------------- | ----------------------------------------------- | ----------------------------------------------- |
| Jahr |                                                 |                                                 |                                                 | Einwohner                                       |
| 1788 | 1788                                            |                                                 | 282                                             | 282                                             |
| 1800 | 1800                                            |                                                 | ?                                               | ?                                               |
| 1834 | 1834                                            |                                                 | 338                                             | 338                                             |
| 1840 | 1840                                            |                                                 | 354                                             | 354                                             |
| 1846 | 1846                                            |                                                 | 405                                             | 405                                             |
| 1852 | 1852                                            |                                                 | 369                                             | 369                                             |
| 1858 | 1858                                            |                                                 | 329                                             | 329                                             |
| 1864 | 1864                                            |                                                 | 344                                             | 344                                             |
| 1871 | 1871                                            |                                                 | 325                                             | 325                                             |
| 1875 | 1875                                            |                                                 | 317                                             | 317                                             |
| 1885 | 1885                                            |                                                 | 335                                             | 335                                             |
| 1895 | 1895                                            |                                                 | 319                                             | 319                                             |
| 1905 | 1905                                            |                                                 | 329                                             | 329                                             |
| 1910 | 1910                                            |                                                 | 336                                             | 336                                             |
| 1925 | 1925                                            |                                                 | 298                                             | 298                                             |
| 1939 | 1939                                            |                                                 | 321                                             | 321                                             |
| 1946 | 1946                                            |                                                 | 438                                             | 438                                             |
| 1950 | 1950                                            |                                                 | 455                                             | 455                                             |
| 1956 | 1956                                            |                                                 | 384                                             | 384                                             |
| 1961 | 1961                                            |                                                 | 344                                             | 344                                             |
| 1967 | 1967                                            |                                                 | 338                                             | 338                                             |
| 1970 | 1970                                            |                                                 | 347                                             | 347                                             |
| 1980 | 1980                                            |                                                 | ?                                               | ?                                               |
| 1990 | 1990                                            |                                                 | ?                                               | ?                                               |
| 2000 | 2000                                            |                                                 | ?                                               | ?                                               |
| 2009 | 2009                                            |                                                 | 296                                             | 296                                             |
| 2011 | 2011                                            |                                                 | 261                                             | 261                                             |
| 2020 | 2020                                            |                                                 | 250                                             | 250                                             |
| Datenquelle: Historisches Gemeindeverzeichnis für Hessen: Die Bevölkerung der Gemeinden 1834 bis 1967. Wiesbaden: Hessisches Statistisches Landesamt, 1968. Weitere Quellen: LAGIS; Stadt Gemünden; Zensus 2011 |                                                 |                                                 |                                                 |                                                 |

Historische Religionszugehörigkeit
| Quelle: Historisches Ortslexikon |                                                                                |
| • 1861:                          | 174 evangelisch-lutherische, 161 evangelisch-reformierte, 8 jüdische Einwohner |
| • 1885:                          | 335 evangelische (= 100,00 %) Einwohner                                        |
| • 1961:                          | 321 evangelische (= 93,31 %), 19 katholische (= 5,52 %) Einwohner              |

Historische Erwerbstätigkeit
| Quelle: Historisches Ortslexikon | |
| • 1788:                          | Erwerbspersonen: 2 Müller, 3 Schmiede, 4 Strumpfweber, ein Schneider, ein Maurer, 2 Handelsjuden, ein Schuhmacher, ein Büttner, 3 Tagelöhner und Spinnerinnen |
| • 1838:                          | Familien: 33 Ackerbau, 16 Gewerbe, 14 Tagelöhner. |
| • 1961:                          | Erwerbspersonen: 114 Land- und Forstwirtschaft, 52 Produzierendes Gewerbe, 9 Handel und Verkehr, 7 Dienstleistungen und Sonstiges.                            |

## Kirche
Eine im Jahre 1580 errichtete kleine Kirche wurde im Jahre 1701 abgebrochen und 1701–1704 durch einen größeren Fachwerkbau ersetzt. Diese Kirche wurde 1906 restauriert. 1965 erhielt sie anstelle ihres Dachreiters einen Kirchturm für die neuen Glocken.

## Persönlichkeiten
- Johann Tilemann (13. März 1696 in Marburg; † 6. Mai 1773 auf Gut Schiffelbach), Hochschullehrer, Philosoph, Theologe und Historiker
- Adolph von Vangerow (* 5. Juni 1808 auf Gut Schiffelbach; † 11. Oktober 1870 in Heidelberg), Professor der Rechtswissenschaften an den Universitäten Marburg und Heidelberg